# バスティラ
バスティラ（アラビア語: بسطيلة、ラテン文字：BastillaもしくはPastilla、ベルベル語：Bastela バステラ、ビスティーヤやブスティラ、パスティラとも表記される）は伝統的なモロッコ料理である。この料理はアンダルスから持ち込まれた料理であり、伝統的な作り方では若いハトの肉を用いて作る手の込んだミートパイである。ハトの肉は手に入れることが難しいことが多いため、現代では鶏の細切れ肉を使用することが多い。バスティラはフィリングとして魚もしくはもつを使用することがある。バスティラは特別な機会に最初の料理として供されることが一般的である。
バスティラは甘い層と塩味の効いた層を重ねて作るパイであり、クレープのようなワルカと呼ばれる生地（フィロの生地に似ている）に、細かく刻んだ後出汁や香辛料を加えて弱火で煮た肉を加えて作られるパリパリした層と、アーモンド、シナモン、砂糖からなるサクサクした層を組み合わせて作る。
生地に詰める材料は一日前に、細切れ肉を油につけて褐色にすることで作られる。細切れ肉はその後ボウルの中に移され、残りの油、玉ねぎ、水、パセリ、様々な香辛料を加えて調理する。調理後にできる液体は冷蔵することで、ほぐした卵と混ざりカスタードのようなソースを形成する。骨から分離した肉や皮は細かく刻んでソースに加え、一晩寝かせる。
丸い生地の中に、最初の生地が重ねられ、その上にバターが塗られる。その後は生地の上に肉とソースを加える形で層を重ねてゆき、一番上には二枚以上の生地をおく。積み上がった層を焼き、上から粉砂糖やシナモンをかけて供される。